# FK Bačka Bačka Palanka
FK Bačka ili OFK Bačka je nogometni klub iz Bačke Palanke. Bačka je jedan od najuspješnijih klubova iz Srbije na vječnoj tablici 2. savezne lige SFRJ. Trenutačno se natječe u Superligi Srbije.

## Povijest
Klub je osnovan 1945. godine i igra na stadionu Slavko Maletin Vava, kapaciteta 5.500 gledatelja, koji je svečano otvoren 7. srpnja 1951. godine. Bačka je prvi put izborila plasman u Drugu saveznu ligu u sezoni 1959./60., a jednim od najvećih uspjeha smatra se i ulazak u Jedinstvenu drugu saveznu ligu u sezoni 1988./89. Ukupno je Bačka provela 16. sezona u drugoj ligi. Također jedan od najvećih uspjeha Bačke je i sudjelovanje u četvrtzavršnici Kupa Jugoslavije u sezoni 1968./69., kada je Hajduk Split tek u produžecima pobjedom od 2:1 uspio osigurati prolaz dalje. Klub je još nekoliko puta sudjelovao u samim završnicama nacionalnog kupa, a posljednje sudjelovanje bilo je u sezoni 1993./94. kada je u osmini završnice Bačku izbacio niški Radnički. Zahvaljujući izvanrednom igračkom kadru "Bačka" je postigla niz dobrih rezultata za pamćenje u prvenstvenim utakmicama, dok je u kup i prijateljskim pobjeđivala i prvoligaše poput beogradskog Partizana, zagrebačkog Dinama, Beograda, novosadske Vojvodine, Rijeke, subotičkog Spartaka, Osijeka, banjolučkog Borca itd.

## Stadion
Stadion Slavko Maletin Vava ima kapacitet od 5500 gledatelja, od toga polovina sjedećih. Zapadna tribina je potpuno pokrivena i sva mjesta su sjedeća. Istočna tribina je stajaća i nije pokrivena.
Najveći broj gledatelja zabilježen je 12. ožujka 1969. godine kada je u okviru četvrtzavršnice Kupa Jugoslavije gostovao splitski Hajduk. Tada je zabilježena nazočnost preko 10.000 gledatelja.